# Simon Kirke
Simon Frederick St George Kirke (* 28. července 1949 Londýn) je anglický rockový bubeník, známý ze svého působení ve skupinách Free a Bad Company.

## Životopis
Narodil se v Lambeth Hospital v jihovýchodním Londýně. Své mládí prožil na hranici s Walesem. Po dokončené školy v 17 letech se vrátil zpět do Londýna a začal si hledat místo bubeníka na právě se rozvíjející bluesové scéně. Když potkal Paul Kossoffa, který hrál ve skupině Black Cat Bones, nabídl se jako bubeník a hrál s nimi šest měsíců. Kromě jiných, hrál nejraději na bicí značky Hayman.
Simon a Paul skupinu Black Cat Bones opustili a společně s Paulem Rodgersem a Andy Fraserem založili skupinu Free. V době své pětileté existence měli Free značný vliv na mnoho skupin po obou stranách Atlantiku. Jejich největší hit "All Right Now" napsal společně v roce 1970 s Paulem Rodgersem. Společnost ASCAP v roce 1990 tuto píseň označila jako hit číslo jedna v mezinárodním měřítku, protože jenom v samotných Spojených státech ji rádia vysílala milionkrát. Tato píseň byla důležitou součástí formování soundu britských blues-rockových skupin. V té době patřili Free a Led Zeppelin k nejžádanějším britským skupinám. Free vydali pět špičkových alb, ve kterých byly kombinovány styly blues, balada a rock. V roce 2000, kdy byla píseň "All Right Now" hrána v britských rozhlasových stanicích již více než dvoumiliónkrát, dostal Simon Kirke od British Music Industry cenu „Multi Million Award“.
Po rozpadu skupiny Free v roce 1973, Simon a Paul Rodgers se znovu setkali a založili skupinu Bad Company. Přidal se k nim Mick Ralphs (Mott the Hoople) a baskytarista Boz Burrell (King Crimson). Bad Company se stali jednou z nejžádanějších skupin s prodejem kolem 30 milionů singlů a alb.
Když Bad Company v roce 1982 skončili, Kirke krátce působil ve skupině Wildlife a do Bad Company se vrátil po jejich znovusjednocení v roce 1986.
Působil na turné ve skupině Ringo Starra All Star Band. Byl též uznávaným skladatelem, v roce 2005 vydal Seven Rays of Hope. Pracoval též s umělci jako Wilson Pickett, Bo Diddley, Ray Charles, Jerry Lee Lewis, Keith Richards, Ronnie Wood a Eric Clapton.
V roce 1980 hrál Kirke s bubeníkem Led Zeppelin John Bonhamem ve dvou písních Led Zeppelin na Mnichovském koncertě.

## Diskografie

### Free
- Tons of Sobs (1968)
- Free (1969)
- Fire and Water (1970)
- Highway (1970)
- Free Live! (1971) (live)
- Free at Last (1972)
- Heartbreaker (1973)

### Kossoff Kirke Tetsu Rabbit
- Kossoff Kirke Tetsu Rabbit (1971)

### Bad Company
- Bad Company (1974)
- Straight Shooter (1975)
- Run With the Pack (1976)
- Burnin' Sky (1977)
- Desolation Angels (1979)
- Rough Diamonds (1982)
- 10 from 6 (1985) (compilation)
- Fame and Fortune (1986)
- Dangerous Age (1988)
- Holy Water (1990)
- Here Comes Trouble (1992)
- What You Hear Is What You Get: The Best of Bad Company (1993) (live)
- Company of Strangers (1995)
- Stories Told & Untold (1996)
- The Original Bad Company Anthology (1999) (compilation CD)
- Merchants of Cool (2002)

### Solo
- Seven Rays of Hope (2005)
- Filling the Void (2011)